# Cossoine
Cossoine (en sard, Cossoine) és un municipi italià, dins de la província de Sàsser. L'any 2008 tenia 928 habitants. Es troba a la regió de Meilogu. Limita amb els municipis de Bonorva, Cheremule, Giave, Mara, Padria, Pozzomaggiore, Romana, Semestene i Thiesi.

## Administració
| Període | Identitat      | Partit        |
| ------- | -------------- | ------------- |
| 2006-   | Antonia Sotgiu | Llista cívica |

## Personatges il·lustres
- Gavino Cossu, escriptor en italià.